# Saint-Martin

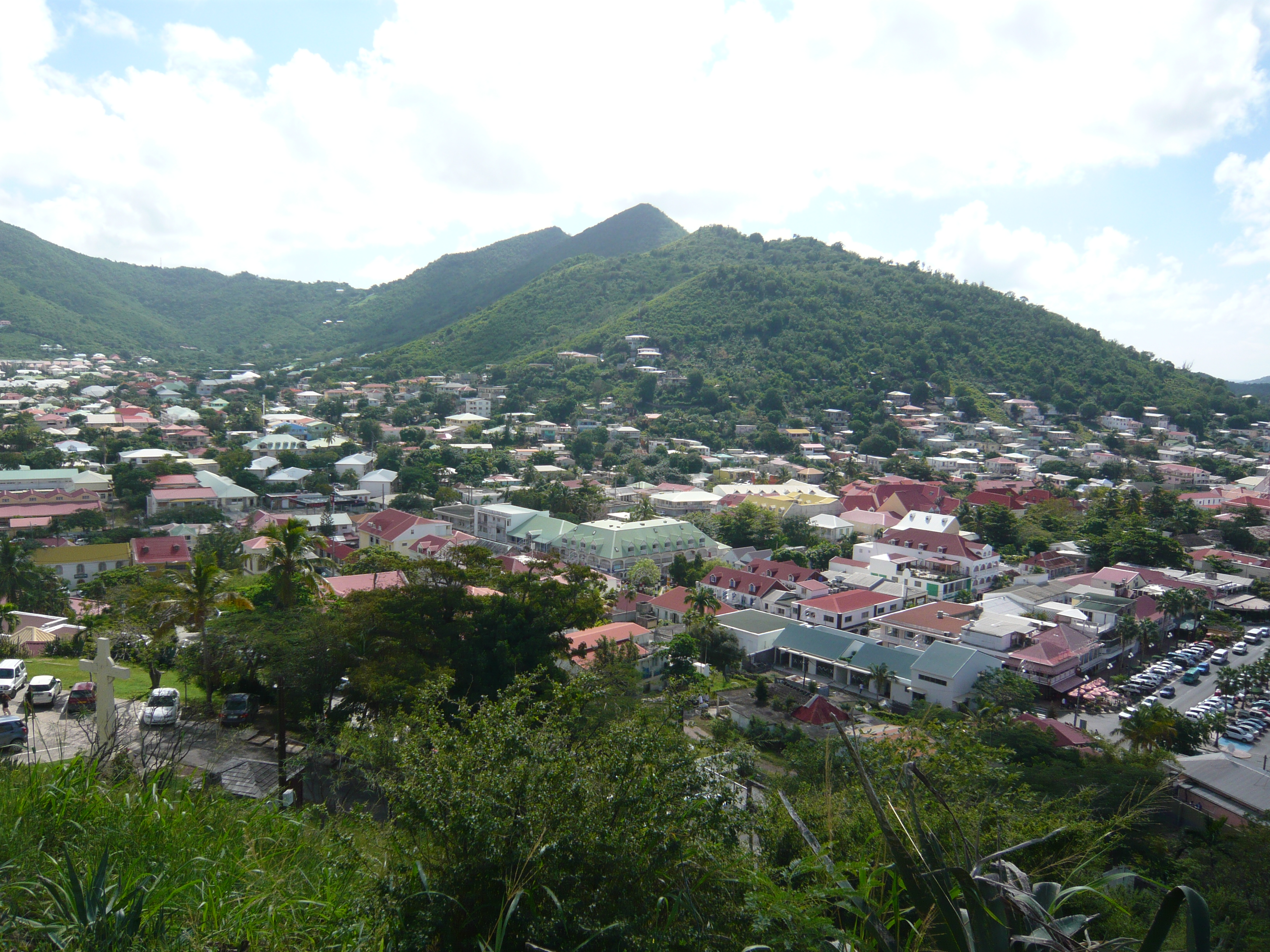
Widok na Marigot

Saint-Martin (Wspólnota Saint-Martin) – terytorium zależne Francji leżące w Małych Antylach zajmujące północną część wyspy o tej samej nazwie oraz kilka mniejszych wysepek. Stolicą Saint-Martin jest miasto Marigot (5,7 tys. mieszkańców).
Terytorium zostało utworzone 22 lutego 2007 roku, a do tego czasu było jedną z jednostek administracyjnych wchodzących w skład Gwadelupy. Jako część Gwadelupy, będącej regionem zamorskim Francji, Saint-Martin wchodziło w skład Unii Europejskiej. Administracyjnie Saint-Martin stanowi jedną gminę (commune de Saint-Martin), która w czasach przynależności do Gwadelupy wchodziła w skład okręgu Saint-Martin i Saint-Barthélemy (Arrondissement de Saint-Martin-Saint-Barthélemy).
W referendum, które odbyło się 7 grudnia 2003, 76,17% głosujących opowiedziało się za odłączeniem Saint-Martin od Gwadelupy i utworzeniem osobnego terytorium zależnego. Zgodnie z ustawą przyjętą przez francuski parlament 7 lutego 2007 roku, która weszła w życie 22 lutego 2007, Saint-Martin jest zbiorowością zamorską (collectivité d’outremer, taki sam status jednocześnie uzyskała inna wyspa wchodząca do 2007 w skład Gwadelupy – Saint-Barthélemy). Saint-Martin, w momencie odłączenia od Gwadelupy, przestał być częścią Unii Europejskiej. Ponownie jest częścią Unii od dnia wejścia w życie traktatu lizbońskiego (1 grudnia 2009).

## Geografia
Terytorium Saint-Martin leży na niewielkiej wyspie cechującej się górzystym charakterem, gdzie najwyższe wzniesienia osiągają jedynie 400 m n.p.m. Na obszarze Saint-Martin, jak i całej wyspy panuje klimat równikowy, a szatę roślinną stanowią wilgotne sawanny i niewielkie fragmenty lasów tropikalnych. Przyroda jest w znacznym stopniu zdegradowana. Fauna należy do antylskiej krainy neotropikalnej.
Przez główną wyspę przebiega granica lądowa z holenderskim terytorium Sint Maarten.

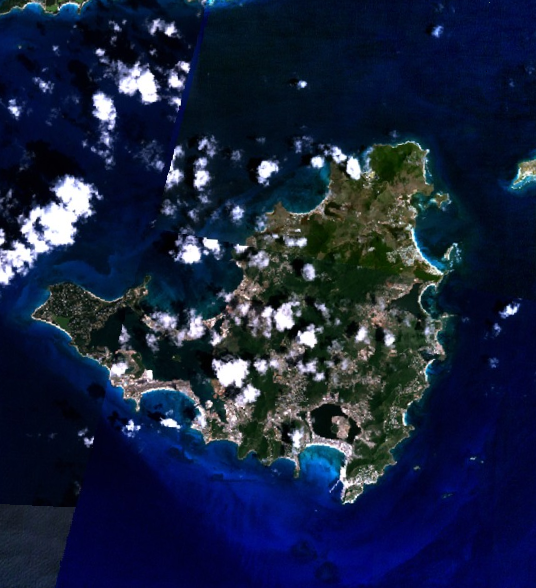
Saint Martin – satelitarne zdjęcie NASA
Mapa Sint Maarten z zaznaczonymi częściami francuską i holenderską
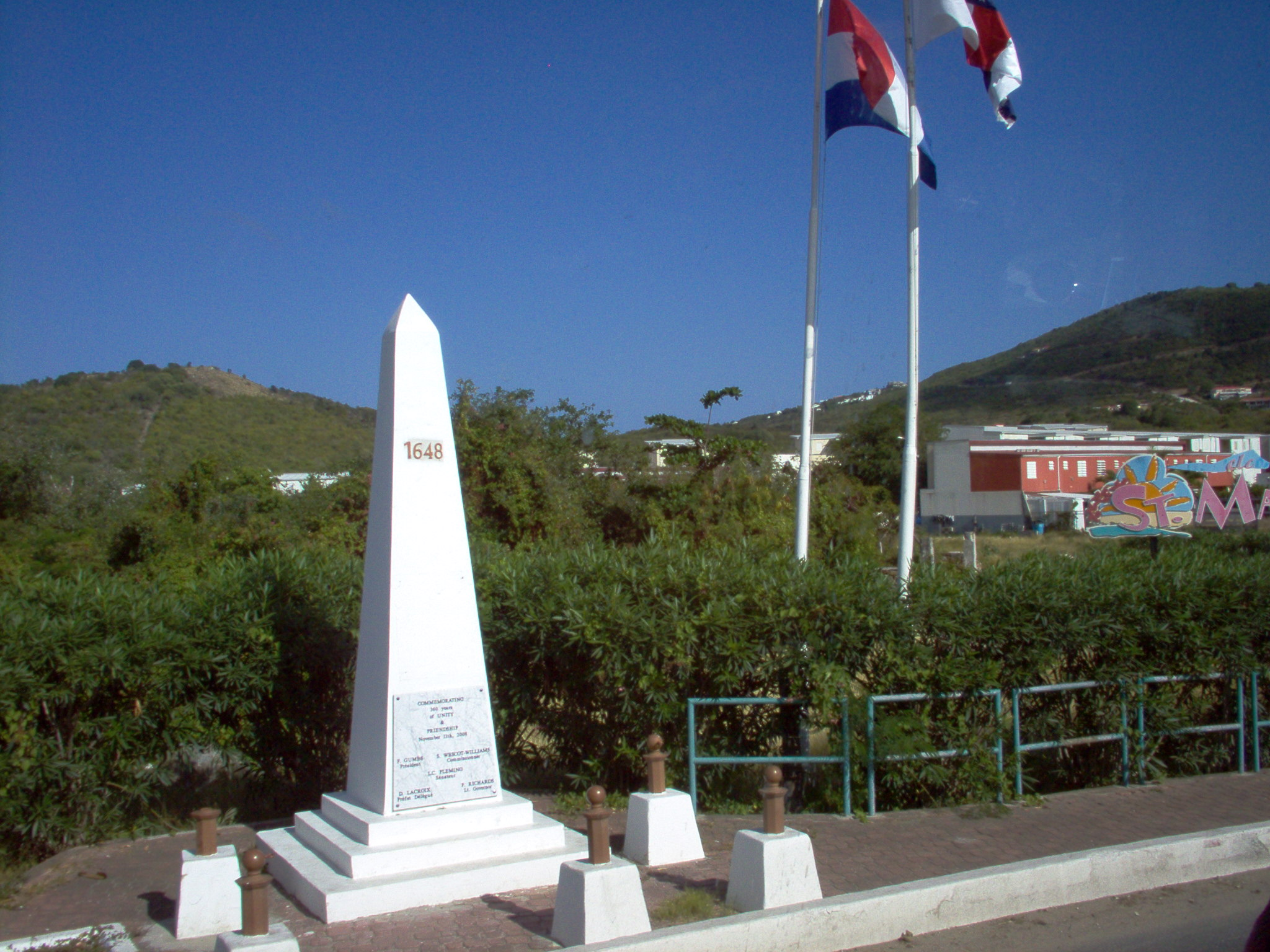
Obelisk z datą podziału wyspy (1648) na granicy francusko-holenderskiej

## Demografia
Według danych z 2011 roku ludność miała następujące pochodzenie:
- Sint Maarten – 29,9%,
- Dominikana – 10,2%,
- Haiti – 7,8%,
- Jamajka – 6,6%,
- Saint Martin – 5,9%,
- Gujana – 5%,
- Dominika – 4,4%,
- Curaçao – 4,1%,
- pozostali – 26,1%.

## Religia
Struktura religijna w 2011 roku:
- protestanci – 41,9%:
  - zielonoświątkowcy – 14,7%,
  - metodyści – 10%,
  - adwentyści dnia siódmego – 6,6%,
  - baptyści – 4,7%,
  - anglikanie – 3,1%,
- katolicy – 33,1%,
- bez religii – 7,9%,
- nieokreśleni chrześcijanie – 5,5%,
- hinduiści – 5,2%,
- brak odpowiedzi – 2,4%,
- świadkowie Jehowy – 1,7% (zobacz: Świadkowie Jehowy na Saint-Martin),
- muzułmanie i żydzi – 1,1%,
- inne religie (w tym buddyści, sikhowie, rastafarianie) – 1,3%.